# Gabriel Alapetite
Gabriel Alapetite, né le 5 janvier 1854 à Clamecy (Nièvre) et mort le 22 mars 1932 à Paris (16e arrondissement), est un haut fonctionnaire et diplomate français.

## Carrière
Avocat de formation, il suit comme chef de cabinet l'un des chefs du Parti républicain de Clamecy, Étienne Tenaille-Saligny, nommé préfet du Pas-de-Calais en 1877 puis de la Haute-Garonne. Élu sénateur en 1879, Tenaille-Saligny se sépare de son protégé qu'il fait rentrer dans la carrière préfectorale. Ce dernier devient sous-préfet de Muret en 1879, de Loudun en 1880 et de Châtellerault en 1883. Il est ensuite secrétaire général du Rhône en 1885, avant d'accéder au rang de préfet. Il est nommé dans les départements suivants :
- Préfet de l'Indre, de mars à décembre 1888[4], où il fait voter par le Conseil général des crédits pour la protection infantile[2] ;
- Préfet de la Sarthe, du 1er décembre 1888 au 23 mai 1889[5] ;
- Préfet du Puy-de-Dôme, de mai 1889 à janvier 1890 ;
- Préfet du Pas-de-Calais, de janvier 1890 à septembre 1900[6] ;
- Préfet du Rhône, de 1900 à 1907.

À partir de 1908, Alapetite est ministre plénipotentiaire, résident général de France en Tunisie de janvier 1907 à novembre 1918, ambassadeur de France en Espagne en 1918, et enfin commissaire général de la République à Strasbourg (chargé de la réorganisation de l'Alsace-Lorraine) de 1920 à 1924.
En Tunisie, il donne une large extension aux coopératives agricoles, crée des sociétés de prévoyance, développe l'assistance publique, réorganise la justice indigène et la Conférence consultative. En 1912, grâce à un emprunt de 90 millions, il développe le réseau ferroviaire.
Il répond le 13 mai 1911 à la demande des délégués indigènes à la Conférence consultative en prenant un décret constituant la commission d'amélioration de l'agriculture indigène, présidée par le sénateur Paul Decker-David, ingénieur agronome. Celle-ci rend son rapport le 16 juillet 1912, intitulé L'Agriculture indigène en Tunisie. Rapport général de la commission d'amélioration de l'agriculture indigène constituée par le décret du 13 mai 1911.
Alapetite est également administrateur du Crédit foncier de 1925 à 1931 et l'un des fondateurs de la Société scientifique et artistique de Clamecy.

## Vie familiale
Gabriel Alapetite est le fils d'un avocat républicain né à La Châtre et fixé à Clamecy dans la Nièvre, Marien-Ferdinand Alapetite (1821-1895), sous-préfet, puis maire de Clamecy à partir de 1870.

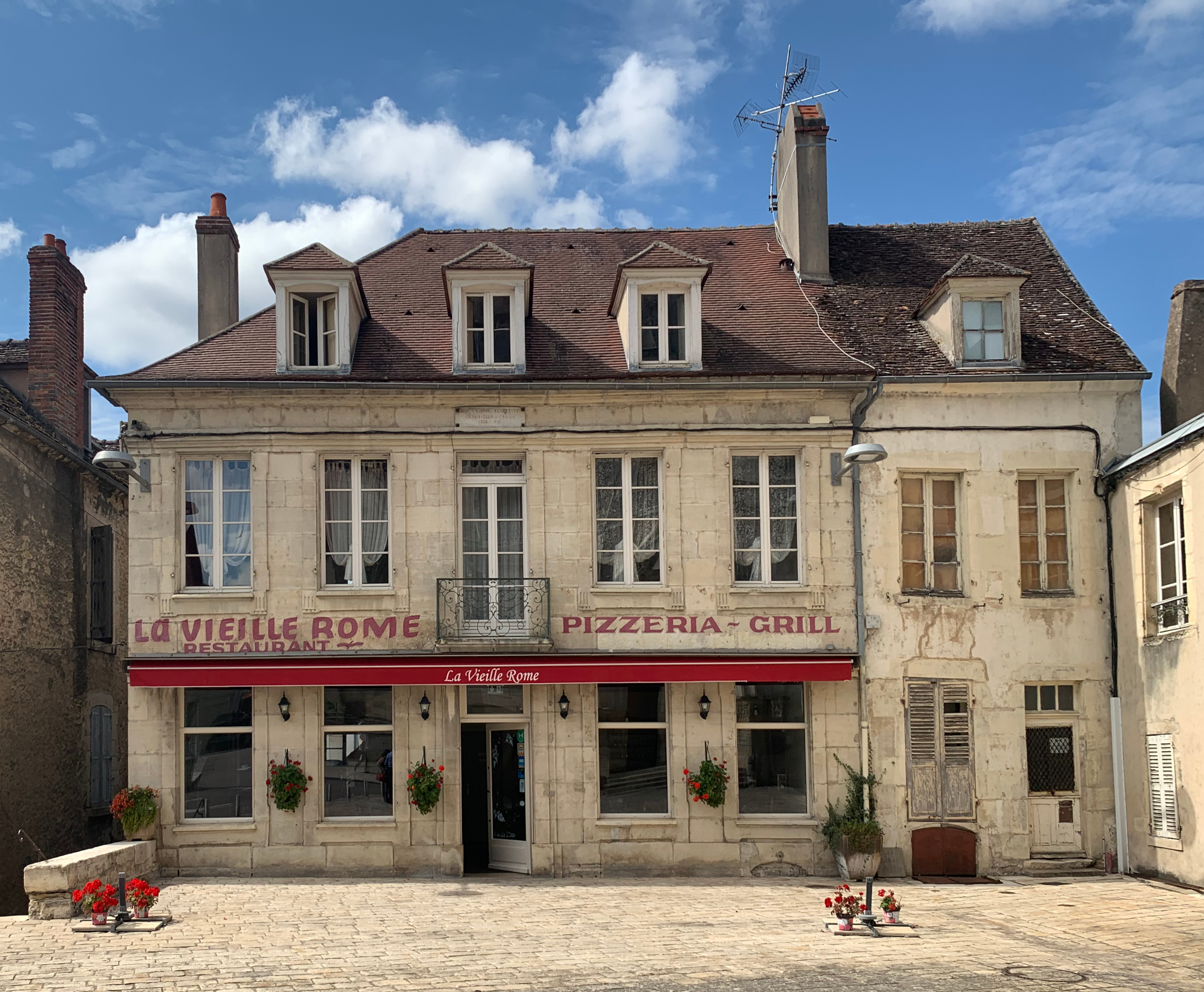
Maison natale de Gabriel Alapetite à Clamecy.

Il est le frère d'Émile Alapetite (1856-1911), trésorier-payeur général, préfet honoraire et chevalier de la Légion d'honneur.
Il se marie le 3 juillet 1889 avec la fille de son protecteur, Magdeleine Louise Étiennette Tenaille-Saligny, avec laquelle il a trois enfants :
- Marguerite (Arras, 1893 - Suresnes, 1958) ;
- Germaine Louise Alphonsine (Arras, 1894 - La Côte-Saint-André, 1971), professeur de botanique ;
- Michel Ferdinand (Arras, 1896 - Taulignan, 1982), cadre bancaire.

## Décorations
- Commandeur de la Légion d'honneur le 26 janvier 1906[14] ;
  -  Officier de la Légion d'honneur le 7 janvier 1894 ;
  -  Chevalier de la Légion d'honneur le 3 août 1890 ;
- Officier d'académie, le 12 juillet 1884[15].

### Publications
- Pour le relèvement des indigènes tunisiens : enseignement professionnel, assistance, prévoyance, Tunis, 1913.
- « Grève des mineurs et conventions d'Arras », Le Mouvement social, no 164,‎ juillet-septembre 1993, p. 17-24 (ISSN 0027-2671, lire en ligne, consulté le 17 juillet 2019).

### Publications lui faisant référence
- François Arnoulet, Résidents généraux de France en Tunisie... ces mal-aimés, Marseille, Narration, 1995, p. 83-109.
- Régine Escallier, Hommes et destins, t. VII : Maghreb. Machrek, Paris, Académie des sciences d'outre-mer, 1986, p. 11-12.
- Eugène Guernier (dir.), Tunisie, Paris, Encyclopédie de l'Empire français, 1947, 3e éd., 486 p..
- Joël Michel, « Ordre public et agitation ouvrière », Le Mouvement social, no 164,‎ juillet-septembre 1993, p. 7 (ISSN 0027-2671).
- Michèle Perrot, « Un ordre républicain ? », Le Mouvement social, no 164,‎ juillet-septembre 1993, p. 3 (ISSN 0027-2671).
- Marc du Pouget, « Un préfet républicain au « paradis terrestre » dans l'Indre : Gabriel Alapetite (1888) », Revue de l'Académie du Centre,‎ 1999, p. 231 et suiv.
- « Un grand Clamecycois, Gabriel Alapetite », Bulletin de la Société scientifique et artistique de Clamecy, 3e série, no 8,‎ 1932 (publié après ses obsèques).